# 김홍근
김홍근(金弘根, 1788년 ~ 1842년)은 조선 후기의 문신이다. 본관은 (신) 안동(安東). 자는 의경(毅卿), 호는 춘산(春山)이다. 시호는 문익(文翼). 이조참판 김명순(金明淳)의 아들이며 영의정 김흥근의 형이다.
위수(衛戍)로서 1829년 정시문과에 병과로 급제하였다. 1831년 청나라에 파견될 동지사를 정할때, 동지부사로 정사를 따라 북경에 다녀왔다. 그 뒤 승지·성균대사성 등을 거쳐 가선대부로 승진, 이조참판, 부제학, 사헌부대사헌 등을 지내고, 1839년 한성부판윤으로 발령되었다. 그 뒤 홍문관제학(弘文館提學)을 지내고 다시 승진, 공조판서·병조판서를 거쳐, 1841년 의정부 좌의정이 되었다. 1842년 좌의정을 사임하고 행판중추부사가 되었다가 사퇴하고, 관직에서 물러났다.

## 가족 관계
- 5대조 : 영의정 충헌공(忠獻公) 김창집(金昌集)
- 조부 : 김이경(金履慶)
- 아버지 : 이조참판 김명순(金明淳)
- 동생 : 영의정 김흥근(金興根)
- 당숙 : 영돈령부사 영안부원군 증영의정 김조순(金祖淳)